# Cambusa

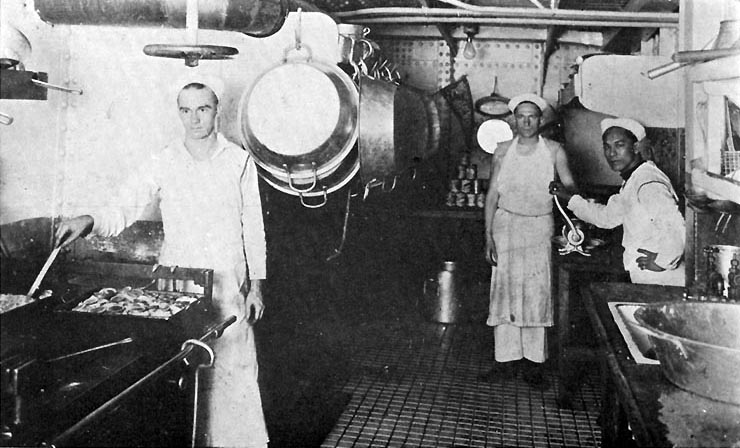
Cambusa della USS Panaman

La cambusa, (dall'olandese kabuys), cucina sulle navi nel lessico nautico, indica lo spazio destinato, all'interno delle imbarcazioni, al deposito, alla conservazione ed alla preparazione dei viveri. Il cambusiere è l'addetto alla cambusa.  
Per estensione il termine sta comunque ad indicare anche l'insieme dei viveri stessi e le attività di preparazione degli stessi, quindi anche la cucina steps over di bordo. 
Fa parte dei servizi ausiliari di bordo e comprende in genere un impianto di refrigerazione (frigorifero o cella frigorifera, a seconda delle dimensioni dell'imbarcazione, solitamente sullo stesso piano della cambusa propriamente detta) ed impianti per la cottura dei cibi.